# بين جاكسون
بين جاكسون (بالإنجليزية: Ben Jackson)‏ (22 أكتوبر 1985 بدورهام، إنجلترا في المملكة المتحدة - ) هو لاعب كرة قدم بريطاني في مركز الهجوم. لعب مع نادي إنفرنيس ونادي دونكاستر روفرز ونادي يورك سيتي وبيشوب أوكلاند ‏ وهوردن كوليري ولفير ‏.

## وصلات خارجية
- بين جاكسون على موقع قاعدة بيانات كرة القدم.إي يو (الإنجليزية)
- بين جاكسون على موقع Soccerbase.com (لاعب) (الإنجليزية)